# Збориште (Республика Сербская)
Збориште (серб. Збориште / Zborište) — село в общине Брод Республики Сербской Боснии и Герцеговины. Население составляет 434 человека по переписи 2013 года.